# Sofferenza fetale
Con sofferenza fetale ci si riferisce alla presenza di segni clinici in una donna incinta — prima o durante il parto — indicativi di possibili problematiche della salute del feto.

## Sintomi e segni
Sintomi e segni che indicano una sofferenza fetale includono:
- Percezione materna di una diminuzione dei movimenti del feto;
- Presenza di meconio nel liquido amniotico;
- Anomalie del battito cardiaco fetale riscontrate tramite cardiotocografia (ad esempio bradicardia o tachicardia del nascituro, specie durante o dopo una contrazione uterina);
- Anomalie biochimiche nel sangue del nascituro (quali acidosi metabolica fetale o elevati livelli di lattato), individuabili tramite analisi di laboratorio.

Alcuni di questi riscontri sono più affidabili di altri per ipotizzare una compromissione fetale. Per esempio, la cardiotocografia può dare alti tassi di falsi positivi (ha quindi una bassa specificità), mentre l'acidosi metabolica ha valore predittivo più elevato.

## Eziologia
Possono esserci svariate cause di una sofferenza fetale. Le più comuni sono:
- Posizionamento anomalo del feto;
- Gravidanza gemellare in atto;
- Distocia di spalla;
- Prolasso del funicolo ombelicale;
- Chiusura prematura del dotto arterioso di Botallo;
- Attorcigliamento del cordone ombelicale attorno al collo del feto;
- Distacco intempestivo di placenta;
- Colestasi gravidica intraepatica;
- Rottura uterina.

## Trattamento
Generalmente si procede alla ricerca di segni e sintomi più specifici di sofferenza fetale, per poterli valutare e prendere le necessarie decisioni per risolvere le problematiche a monte. Spesso si rendono necessarie tecniche di rianimazione intrauterina.